# Njuksenica
Njuksenica (in russo Нюксеница?) è un villaggio della Russia europea nell'oblast' di Volgograd. È il centro amministrativo del rajon Njuksenskij.
Si trova sulla riva sinistra del fiume Suchona, a nord-est di Vologda.